# Agave dasylirioides
Agave dasylirioides är en sparrisväxtart som beskrevs av Georg Albano von Jacobi och Bouch. Agave dasylirioides ingår i släktet Agave och familjen sparrisväxter. Inga underarter finns listade i Catalogue of Life.